# Paraliparis infeliciter
Paraliparis infeliciter és una espècie de peix pertanyent a la família dels lipàrids. La femella fa 15,3 cm de llargària màxima. Tenen seixanta-sis vèrtebres. És un peix marí i batidemersal que viu entre 1.070 i 1.090 m de fondària al talús continental. És bentònic. Es troba a l'Índic oriental: davant les costes orientals d'Austràlia Meridional. És inofensiu per als humans.